# Estland i Eurovision Song Contest 2012
Estland deltog i Eurovision Song Contest 2012 i Baku i Azerbajdzjan. Landet valde bidrag genom sin nationella uttagning Eesti Laul 2012 som bestod av två semifinaler följt av en final.

## Uttagningen
Den 26 september 2011 meddelade ERR de första planerna för den nationella uttagningen Eesti Laul 2012 och att bidrag kunde skickas in fram till den 12 december. En jury skulle sedan välja ut 20 bidrag av de som skickats in till att delta i två semifinaler den 18 och 25 februari. Finalen skulle hållas den 3 mars i Nokia Kontserdimaja (Nokia Concert Hall) och där skulle totalt 10 bidrag tävla då 5 tagit sig vidare från varje semifinal. Efter att man inte längre kunde skicka in bidrag den 12 december gick en jury genom allihop och valde ut 20 till att delta i semifinalerna. Namnen på de utvalda skulle släppas den 16 december. Den 12 december meddelade ERR att man fått in 159 bidrag till årets nationella uttagning vilket var 19 fler än året innan. Redan den 15 februari avslöjades namnen på de artister som skulle delta i semifinalerna samt titlarna på deras låtar och deras låtskrivare. Bland dem fanns tidigare representanter för Estland i Eurovision Song Contest som Malcolm Lincoln från år 2010 och Lenna Kuurmaa som en del av bandet Vanilla Ninja år 2005. Även tre av fyra estländska vinnare av Eesti otsib superstaari, den estniska versionen av Idols, skulle delta i årets uttagning. Dessa var Birgit Õigemeel som vunnit den första säsongen, Ott Lepland som vunnit den tredje säsongen och Liis Lemsalu som vunnit den fjärde säsongen. Nästan hälften av deltagarna hade tidigare varit med i Eesti Laul. Den 12 januari 2012 meddelades startordningen i båda semifinalerna. Semifinalerna var båda förinspelade till skillnad från finalen. Den 22 januari fanns alla bidrag tillgängliga att höra på den officiella hemsidan. Vinnaren från år 2011, Getter Jaani, gjorde ett framträdande under uttagningen. Det gjorde även 3 Pead & Bonzo, Marten Kuningas & HU? och Kosmikud ja Laine.

### Semifinal 1
Den första semifinalen gick av stapeln den 18 februari och bestod av 10 bidrag. Fem bidrag tog sig vidare till finalen efter en omröstning som bestod av 50% jury och 50% telefonröster. De som gick vidare var August Hunt, Loss Paranoias, Ott Lepland, Liis Lemsalu och Pop Maniacs. Flest telefonröster i den första semifinalen fick Ott Lepland som fick 6 276 stycken.
|    | Artist               | Sång               | Låtskrivare                          | Jury | Tele | Poäng | Plats |
| -- | -------------------- | ------------------ | ------------------------------------ | ---- | ---- | ----- | ----- |
| 1  | Janne Saar           | "Fight for Love"   | Rob Montes, Carola Madis, Janne Saar | 3    | 3    | 6     | 9     |
| 2  | Erasmus Rotterdamist | "Kuu pääle"        | Paul Daniel, Jürgen Rooste           | 6    | 2    | 8     | 7     |
| 3  | MIA feat. I.M.T.B    | "Bon Voyage"       | Vahur Valgmaa                        | 2    | 4    | 6     | 8     |
| 4  | Milky Whip           | "My Love"          | Karl Kanter, Helina Reinjärv         | 1    | 1    | 2     | 10    |
| 5  | POP Maniacs          | "I Don’t Know"     | Rolf Roosalu                         | 8    | 7    | 15    | 3     |
| 6  | Ott Lepland          | "Kuula"            | Ott Lepland, Aapo Ilves              | 9    | 10   | 19    | 1     |
| 7  | August Hunt          | "Tantsulõvi"       | August Hunt                          | 7    | 6    | 13    | 5     |
| 8  | Soundclear           | "A Little Soldier" | Karl-Ander Reismann                  | 4    | 5    | 9     | 6     |
| 9  | Liis Lemsalu         | "Made Up My Mind"  | Liis Lemsalu, Rene Puura             | 10   | 9    | 19    | 2     |
| 10 | Loss Paranoias       | "Valedetektor"     | Loss Paranoias                       | 5    | 8    | 13    | 4     |

### Semifinal 2
Den andra semifinalen gick av stapeln den 25 februari och bestod av 10 bidrag. Fem bidrag tog sig vidare till finalen efter en omröstning som bestod av 50% jury och 50% telefonröster. De som gick vidare var Traffic, Teele Viira, Lenna, Birgit Õigemeel och Tenfold Rabbit. Flest telefonröster i den andra semifinalen fick Lenna som fick 2 967 stycken.
|    | Artist                    | Sång                | Låtskrivare                                   | Jury | Tele | Poäng | Plats |
| -- | ------------------------- | ------------------- | --------------------------------------------- | ---- | ---- | ----- | ----- |
| 1  | Traffic                   | "NASA"              | Ago Teppand, Jaan Pehk                        | 7    | 5    | 12    | 5     |
| 2  | Lenna                     | "Mina jään"         | Mihkel Raud, Lenna Kuurmaa                    | 10   | 10   | 20    | 1     |
| 3  | Malcolm Lincoln           | "Bye"               | Robin Juhkental                               | 8    | 1    | 9     | 7     |
| 4  | Tenfold Rabbit            | "Oblivion"          | Tenfold Rabbit                                | 9    | 7    | 16    | 2     |
| 5  | Birgit Õigemeel & Violina | "You're Not Alone"  | Mihkel Mattisen                               | 3    | 9    | 12    | 3     |
| 6  | Soul Militia              | "The Future is Now" | Lauri Pihlap                                  | 2    | 6    | 8     | 8     |
| 7  | Mimicry                   | "The Destination"   | Paul Lepasson                                 | 5    | 4    | 9     | 6     |
| 8  | Orelipoiss                | "Zombi"             | Jaan Pehk, Olavi Ruitlane                     | 6    | 2    | 8     | 9     |
| 9  | Teele Viira               | "City Nights"       | Priit Uustulnd, Teele Viira                   | 4    | 8    | 12    | 4     |
| 10 | Cat Eye                   | "Ride"              | Karel Kattai, Tanel Roovik, Margaret Kelomees | 1    | 3    | 4     | 10    |

### Finalen
De tio finalisternas startordning bestämdes den 27 februari.
Finalen gick av stapeln den 3 mars och de 10 bidrag som tagit sig vidare från de två semifinalerna tävlade om att få representera Estland i Baku. De två som fick flest poäng av 50% jury och 50% telefonröster var Ott Lepland och Lenna som därmed tog sig vidare till superfinalen. I den första omgången fick Ott Lepland hela 18 011 telefonröster mot Lennas 7 743.
|    | Artist                    | Sång               | Jury | Tele | Poäng | Plats |
| -- | ------------------------- | ------------------ | ---- | ---- | ----- | ----- |
| 1  | Loss Paranoias            | "Valedetektor"     | 5    | 3    | 8     | 6     |
| 2  | Teele Viira               | "City Nights"      | 3    | 2    | 5     | 9     |
| 3  | Liis Lemsalu              | "Made Up My Mind"  | 7    | 5    | 12    | 5     |
| 4  | August Hunt               | "Tantsulõvi"       | 2    | 4    | 6     | 8     |
| 5  | Lenna                     | "Mina jään"        | 10   | 9    | 19    | 2     |
| 6  | POP Maniacs               | "I Don’t Know"     | 6    | 7    | 13    | 4     |
| 7  | Traffic                   | "NASA"             | 4    | 1    | 5     | 10    |
| 8  | Tenfold Rabbit            | "Oblivion"         | 8    | 8    | 16    | 3     |
| 9  | Birgit Õigemeel & Violina | "You're Not Alone" | 1    | 6    | 7     | 7     |
| 10 | Ott Lepland               | "Kuula"            | 9    | 10   | 19    | 1     |

#### Superfinalen
I superfinalen användes 100% telefonröster. Vinnare blev Ott Lepland med låten "Kuula". Det var andra gången som Lenna kommit på andra plats i tävlingen då hon även gjort det år 2010.
| Artist      | Sång        | Tele | Plats |
| ----------- | ----------- | ---- | ----- |
| Lenna       | "Mina jään" | 33%  | 2     |
| Ott Lepland | "Kuula"     | 67%  | 1     |

## Jury
- Ivo Linna
- Hanna-Liina Võsa
- Toomas Puna
- Eda-Ines Etti
- Ewert Sundja
- Heini Vaikma
- Helen Sildna
- Madis Aesma
- Owe Petersell
- Koit Toome

## Vid Eurovision
Estland deltog i den andra semifinalen den 24 maj. Där hade de startnummer 14. De tog sig vidare till finalen som hölls den 26 maj. Där hade de startnummer 11. De hamnade på 6:e plats med 120 poäng. Estland fick poäng från 18 av de 41 röstande länderna. Även om de inte fick någon tolvpoängare fick de 10 poäng från fyra länder. Dessa var Frankrike, Slovakien, Island och Finland. De fick även 8 poäng från fyra länder.